# Грейпв'ю (Вашингтон)
Грейпв'ю (англ. Grapeview) — переписна місцевість (CDP) в США, в окрузі Мейсон штату Вашингтон. Населення — 991 особа (2020).

## Географія
Грейпв'ю розташований за координатами 47°20′0″ пн. ш. 122°50′0″ зх. д. / 47.33333° пн. ш. 122.83333° зх. д. (47.333339, -122.833321).  За даними Бюро перепису населення США в 2010 році переписна місцевість мала площу 20,08 км², з яких 9,50 км² — суходіл та 10,58 км² — водойми.

## Демографія
Згідно з переписом 2010 року, у переписній місцевості мешкали 954 особи в 449 домогосподарствах у складі 291 родини. Густота населення становила 48 осіб/км².  Було 797 помешкань (40/км²).
Расовий склад населення:
| - 93,4 % — білих - 1,6 % — азіатів - 0,2 % — вихідців з тихоокеанських островів - 0,2 % — чорних або афроамериканців - 0,1 % — корінних американців |

До двох чи більше рас належало 4,0 %. Частка іспаномовних становила 2,2 % від усіх жителів.
За віковим діапазоном населення розподілялося таким чином: 12,1 % — особи молодші 18 років, 57,2 % — особи у віці 18—64 років, 30,7 % — особи у віці 65 років та старші. Медіана віку мешканця становила 55,9 року. На 100 осіб жіночої статі у переписній місцевості припадало 104,7 чоловіків;  на 100 жінок у віці від 18 років та старших — 104,6 чоловіків також старших 18 років.
Середній дохід на одне домашнє господарство  становив 72 127 доларів США (медіана — 62 560), а середній дохід на одну сім'ю — 94 446 доларів (медіана — 72 500). За межею бідності перебувало 25,5 % осіб, у тому числі 75,0 % дітей у віці до 18 років та 0,0 % осіб у віці 65 років та старших.
Цивільне працевлаштоване населення становило 439 осіб. Основні галузі зайнятості: виробництво — 26,7 %, освіта, охорона здоров'я та соціальна допомога — 23,2 %, роздрібна торгівля — 21,2 %.